# Tugimaantee 38
De Tugimaantee 38 is een secundaire weg in Estland. De weg loopt van Põltsamaa naar Võhma en is 27,6 kilometer lang. 